# Robert Felfe
Robert Felfe (* 1969) ist ein deutscher Kunsthistoriker.

## Leben
Er studierte Kunstgeschichte, Kulturwissenschaft und Romanistik in Greifswald und Berlin. Von 2010 bis 2017 war er Redakteur der kunstwissenschaftlichen Fachzeitschrift kritische berichte. Seit 2020 lehrt er als Professor an der Universität Graz. Zuvor war er von 2014 bis 2018 Professor für europäische Kunstgeschichte des 17. und 18. Jahrhunderts in Hamburg.

## Schriften (Auswahl)
- Naturgeschichte als kunstvolle Synthese. Physikotheologie und Bildpraxis bei Johann Jakob Scheuchzer. Berlin 2003, ISBN 3-05-003717-2.
- Lochmuster und Linienspiel. Überlegungen zur Druckgrafik im 17. Jahrhundert. Freiburg 2006, ISBN 3-7930-9453-7.
- Naturform und bildnerische Prozesse. Elemente einer Wissensgeschichte in der Kunst des 16. und 17. Jahrhunderts. Berlin/Boston 2015, ISBN 978-3-11-036455-2.